# 下毛野古麻呂
下毛野古麻呂（日语：／ Shimotsukeno no Komaro，？—710年1月28日）是日本飛鳥時代公卿，部分文獻標記其名為子麻呂，姓最初為君，其後為朝臣。父親是大義冠下毛野久志麻呂。官位是正四位下參議。

## 生涯
古麻呂出身自下野國的國造家下毛野國造，下毛野氏以下野國河內郡為根據地，古麻呂便在該處建立了作為氏寺之用的下野藥師寺。
持統天皇3年（689年），古麻呂上奏解放600名奴婢，並且獲得批准，當時他是冠位四十八階中的直廣肆。
文武天皇4年（700年），當時冠位為直廣參的古麻呂獲文武天皇賞識，與忍壁親王、藤原不比等和粟田真人等一同制定律令。大寶元年（701年），大寶律令開始實行，改行位階制，古麻呂亦獲任為從四位下，同年4月他與不比等3人一同向親王和一眾官員講解律令，並且在同年8月完成整個律令。大寶2年（702年），古麻呂憑此功績，獲升任為參議，並且在大寶3年（703年）領受功田30町封戶50戶。
其後，古麻呂兼任兵部卿，並且升至從四位上。慶雲4年（707年），文武天皇駕崩時，古麻呂則擔任造山陵司。同年，古麻呂一族的下毛野石代請求由下毛野朝臣姓改姓下毛野川內朝臣姓，並且獲得批准。
和銅元年（708年），古麻呂在元明天皇在位期間升至正四位下式部卿，並且兼任大將軍。和銅2年（709年）12月20日，古麻呂死去，最終官位為參議式部卿大將軍正四位下。古麻呂死去後直至靈龜3年（717年）藤原房前上任為止，參議之位一直懸空長達8年。

## 官歷
※未有標明的項目是基於《六國史》
- 持統天皇3年（689年）以前：直廣肆（相當於從五位下）
- 文武天皇4年（700年）以前：直廣參（相當於正五位下）
- 大寶元年（701年）：從四位下右大辨
- 大寶2年（702年）5月21日：參議
- 慶雲2年（705年）4月22日：兼任兵部卿，及後升至從四位上[8]
- 慶雲4年（707年）10月3日：造山陵司（文武天皇駕崩）
- 和銅元年（708年）
  - 3月13日：式部卿
  - 7月15日：正四位下。
  - 大將軍[9]
- 和銅2年（709年）12月20日，死去，最終官位為參議式部卿大將軍正四位下